# گروه هلدینگ سانینگ
گروه هلدینگ سانینگ (انگلیسی: Suning Holdings Group) شرکت هلدینگ چینی است، که در سال ۱۹۹۰ تأسیس شد.